# 의민단
의민단(義民團)은 3ㆍ1운동 이후 간도 지방으로 이주하였던 가톨릭 신자들을 중심으로 조직된 단체이며, 청산리전투에 참가하는 등 활약을 펼쳤다.